# Krasni Maiak
Krasni Maiak (en rus: Красный Маяк) és un poble de Baixkíria, a Rússia, que en el cens del 2010 tenia 169 habitants. Pertany al districte de Iermolàievo.